# بني علي (تعز)
بني علي هي إحدى قرى الجمهورية اليمنية. تتبع جغرافيا لمحافظة تعز وإداريًا لمديرية حيفان. يبلغ تعداد سكانها 1851 نسمة حسب الإحصاء الذي أجري عام 2004.